# Салапия
Салапия (лат. Salapia) — древний город в апулийской области Давнии, к северо-западу от Канн, основанный, по словам одного предания, Диомедом, по словам другого — родосцем Елтием.
Во Вторую Пуническую войну он вместе с гарнизоном сдался римлянам. Во время Союзнической войны он был сожжён, после чего оставался незначительным; этому немало содействовало нездоровое положение в болотистой местности, нередко заставлявшее жителей покидать город.
Развалины его — близ городка Тринитаполи. Вблизи довольно большое озеро, palus Salapina, которое Тулл Гостилий велел соединить посредством канала с Адриатическим морем, чтобы оно служило портом для Салапии. Ныне это — Lago di Salpi, в провинции Фоджа, отделённое от залива Манфредония Адриатического моря узкой полосой земли; 19 км в длину, 4 км в ширину; при озере располагаются соляные разработки.